# Puklerznik
Puklerznik (Euphractus) – rodzaj ssaków z podrodziny puklerzników (Euphractinae) w obrębie rodziny Chlamyphoridae.

## Zasięg występowania
Rodzaj obejmuje jeden żyjący współcześnie gatunek występujący w Ameryce Południowej.

## Morfologia
Długość ciała (bez ogona) 400–500 mm, długość ogona 200–250 mm, długość ucha 35–41 mm, długość tylnej stopy 78–90 mm; masa ciała 3–7 kg.

## Systematyka
Rodzaj zdefiniował w 1830 roku niemiecki przyrodnik Johann Georg Wagler w książce swojego autorstwa o tytule Natürliches System der Amphibien, mit vorangehender Classification der Säugethiere und Vögel. Wagler nie wskazał gatunku typowego; w ramach późniejszego oznaczenia w 1904 roku amerykański zoolog Theodore Sherman Palmer na typ nomenklatoryczny wyznaczył puklerznika sześciopaskowego (E. sexcinctus).

### Etymologia
- Euphractus (Euphrectus): gr. ευ eu „dobrze”; φρακτος phraktos „chroniony, zabezpieczony”, od φρασσω phrassō „wzmocnić”[12].
- Encoubertus: port. encuberto lub encubertado „chroniony”[13]. Gatunek typowy: Dasypus sexcinctus Linnaeus, 1758.
- Pseudotroctes: gr. ψευδος pseudos „fałszywy”; πρωκτης prōktēs „gryzący, skubiący”[14]. Gatunek typowy: Dasypus setosus[c] Wied-Neuwied, 1826.
- Scleropleura (Scelopleura): gr. σκληρος sklēros „sztywny, twardy”; πλευρα pleura „bok”[15]. Gatunek typowy: Scleropleura bruneti Milne-Edwards, 1871 (= Dasypus sexcinctus Linnaeus, 1758).

### Podział systematyczny
Do rodzaju należy jeden występujący współcześnie gatunek:
- Euphractus sexcinctus (Linnaeus, 1758) – puklerznik sześciopaskowy

Opisano również gatunek wymarły z plejstocenu Argentyny:
- Euphractus minimus Ameghino, 1881